# Tillandsia heteromorpha
Tillandsia heteromorpha là một loài thực vật có hoa trong họ Bromeliaceae. Loài này được Mez miêu tả khoa học đầu tiên năm 1906.